# Parafia św. Stanisława w Wielkim Mędromierzu
Parafia Świętego Stanisława w Wielkim Mędromierzu – parafia rzymskokatolicka, znajdująca się w diecezji pelplińskiej, w dekanacie Tuchola.